# Iggy Pop

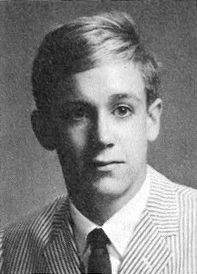
Iggy Pop i gymnasiet 1965.

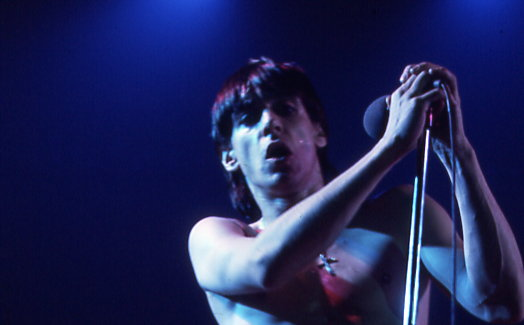
Iggy Pop i Toronto 1977.

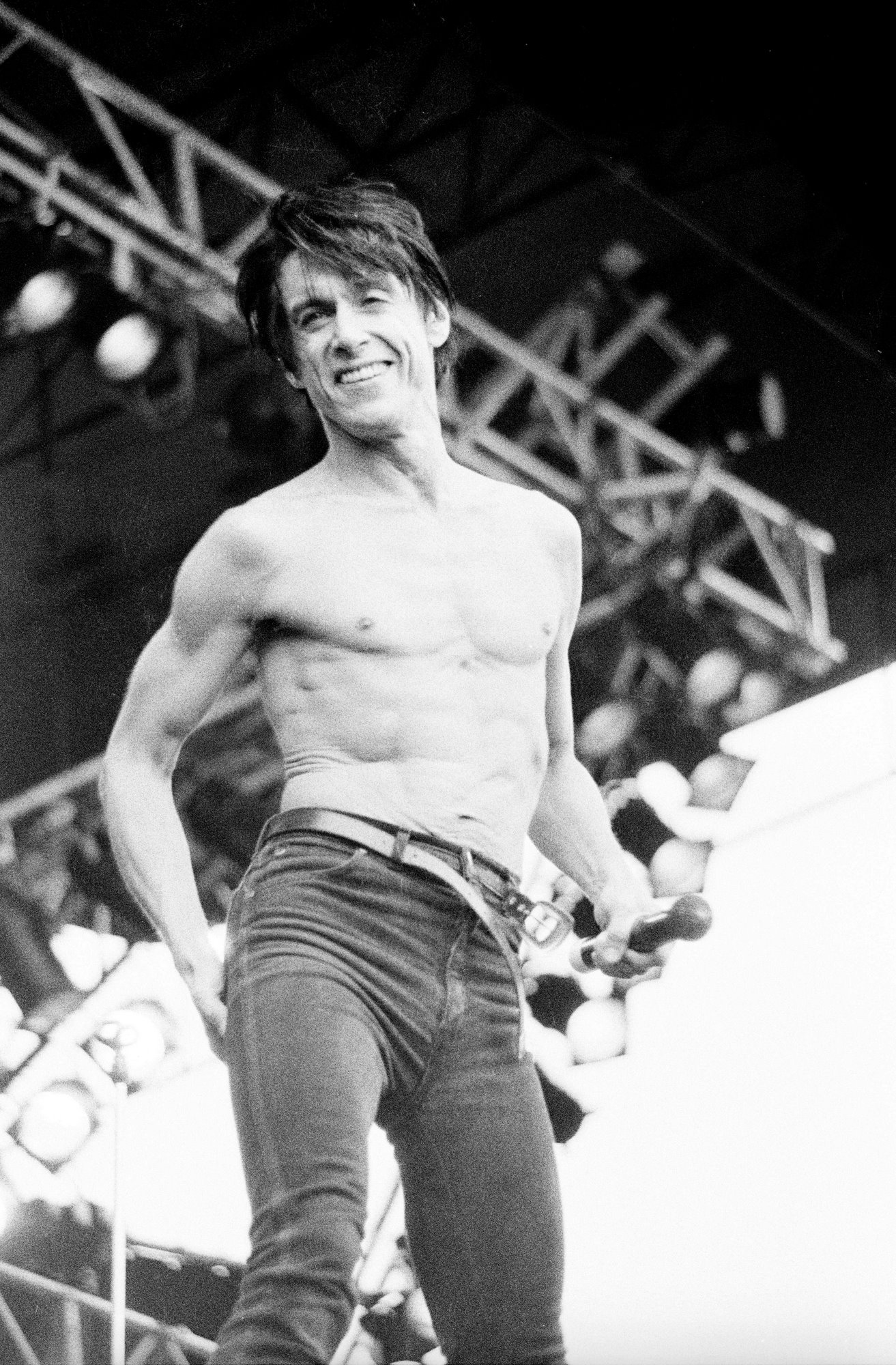
Iggy Pop 1987.

Iggy Pop, eg. James Newell Osterberg, född 21 april 1947 i Muskegon, Michigan, är en amerikansk rocksångare och skådespelare. Han är son till Louella (född Christensen; 1917–1996) och James Newell Osterberg sr. (1921–2007), en tidigare gymnasielärare och basebolltränare vid Fordson High School i Dearborn, Michigan. Pop/Osterberg har engelskt och irländskt ursprung på sin fars sida och danska och norska förfäder på sin mors sida. Hans far adopterades av en svensk-amerikansk sjuksköterska med namnet Osterberg.
Han ses allmänt som en av rockhistoriens mest inflytelserika artister och har kallats för punkens gudfader, trots att den kommersiella framgången ständigt tycks gäcka honom. Han blev känd i det kortvariga protopunkbandet The Stooges i slutet av 1960-talet och har sedan dess haft en brokig solokarriär, tills han 2003 återförenade sitt gamla band.
År 2022 mottog Iggy Pop Polarpriset.
| ”                         | Med sitt mod, initiativ och sin råa kraft banade Iggy Pop väg för punken och post-punken. Grupper som Sex Pistols, Ramones, Blondie, Siouxie and the Banshees, Joy Division och Nick Cave har alla följt i hans fotspår. | „ |
| – Polarjuryns motivering. | |   |

## Biografi

### The Stooges
Iggy Pops karriär började i olika high school-band (mest känt är kanske The Iguanas där batteristen Iggy fick sitt artistnamn) under 1960-talet. Han influerades tidigt av blues och började senare lyssna på experimentella rockband som The Doors och Velvet Underground. Efter en tid i Chicagos South Side som lärling hos Paul Butterfield Blues Bands afroamerikanske trumslagare Sam Lay (1935–2022), återvände han till Ann Arbour 1967 och grundade tillsammans med bröderna Ron och Scott Asheton (gitarr resp. trummor) och basisten Dave Alexander bandet The Psychedelic Stooges, som snart skulle förkortas till The Stooges. 
Följande år fick bandet skivkontrakt med Elektra Records och gav ut två skivor, The Stooges och Fun House. På sextiotalet floppade plattorna och Elektra sade upp sitt kontrakt. Trots det hade skivorna senare en stor betydelse för punkrocken med i dag klassiska Iggy Pop-låtar som  1969, TV-eye, I Wanna Be Your Dog, Dirt och 1970 (aka I Feel Alright). Men nedslagna av skivornas dåliga försäljningssiffror och uttröttade av drogproblem splittrades The Stooges 1971. 
David Bowie, som imponerats av The Stooges, bjöd över Iggy Pop till England och övertalade honom att fortsätta sin karriär. The Stooges återförenades med James Williamson på gitarr, Ron Asheton på bas och Scott Asheton på trummor. Den nya sättningen spelade, med Bowie som producent, in albumet Raw Power (1973), med bland annat kultklassikern "Search And Destroy", som inte heller blev den framgång man hoppats på. The Stooges upplöstes igen 1974 och Pop fortsatte med sitt heroinmissbruk.

### Bowie och Berlin
Tillbaka i USA spelade Iggy Pop in några låtar med Williamson, men de skulle släppas först 1977 som skivan Kill City. Han lade in sig själv på ett mentalsjukhus för att bli kvitt sitt drogbehov, och en av hans få regelbundna besökare var David Bowie, som skulle fortsätta att stödja sin vän. År 1976 tog han med Pop (som inte lyckats bli kvitt sitt beroende) på sin Station To Station-turné. Det var Pops första möte med en storskalig professionell turné och han var imponerad av det arbete Bowie lade ner. 
Tillsammans med Bowie flyttade Pop sedan till Berlin där de båda skulle försöka övervinna sina drogmissbruk och här hjälpte också Bowie till med att få Pops solokarriär på fötter. Tillsammans skrev de låtar till Pops två mest hyllade album, The Idiot och Lust for Life, som båda gavs ut 1977 på RCA. På "Lust For Life" ligger den berömda låten The Passenger. Bowie spelade också keyboards på Iggy Pops världsturné, några av låtarna släpptes på skivan TV Eye, en liveplatta som Pop gjorde mest för att bli fri från sitt kontrakt med RCA.

### 1980-talet
Tillbaka i USA 1979 gjorde han två skivor för bolaget Arista, ingen av dem blev några stora succéer, förutom i Australien. På grund av skivornas låga försäljningssiffror avslutade Arista kontraktet 1981. 
Åren 1983 och 1984 kom Bowie åter igen som en räddare för Iggy som kämpade med dalande popularitet, stora skulder och drogproblem. Bowie spelade in egna versioner av låtarna China Girl och Tonight, som de skrivit tillsammans i Berlin. China Girl blev en megahit och Tonight en relativt stor sådan. Royalties för dessa låtar gav Iggy möjlighet att klara upp sin ekonomiska situation och bli av med sitt heroinberoende. Han återkom som artist 1986 med skivan Blah Blah Blah, som han skrivit och spelat in med Sex Pistols gitarrist Steve Jones och åter med Bowie som producent. Skivan, som experimenterade med new wave-sound blev hans enda produktion som har sålt riktigt bra och singeln Real Wild Child, en cover av en femtiotalslåt, blev hans första Top 10-hit i Storbritannien. Uppföljaren Instinct blev en besvikelse för skivbolaget A & M, som hade väntat sig en ny Blah Blah Blah, men i stället fick en återgång till det gamla Stooges-soundet.

### Senare karriär
1990-talet inleddes med skivan Brick By Brick producerad av Don Was, där medlemmar ur Guns N' Roses och The B-52s medverkade. År 1995 fick han oväntat draghjälp då hans låt Lust For Life från 1977 blev ledmotiv i storfilmen Trainspotting. En ny video av sången spelades in med klipp ur filmen och nytt material där Pop dansar med en av karaktärerna. En Iggy Pop-konsert har också en viktig del i filmens handling.
År 2003 släppte Pop sitt soloalbum Skull Ring, som gästas av Sum 41, Green Day, The Trolls och bröderna Asheton. Året därpå återvände bröderna Asheton till Iggy och The Stooges gav sig ut på turné med basisten Mike Watt och saxofonisten Steve MacKay som under en kort tid varit medlemmar. Bandet släppte 2007 albumet The Weirdness, som producerades av Steve Albini.
År 2006 gästade Iggy Pop Teddybears STHLMs amerikanska album Soft Machine.
Sommaren 2010 spelade han på Way out West i Göteborg.
26 juni 2013 genomförde Iggy Pop & The Stooges en fullängdskonsert på Lisebergs stora scen i Göteborg.
År 2015 gästspelade Iggy Pop på New Orders skiva Music Complete.

## Filmkarriären
Iggy Pop har medverkat i ett flertal filmer. De mest kända är Sid and Nancy där Pop hade en cameoroll och Cry-Baby, Hardware, The Color of Money - Revanschen, Dead Man och Coffee and Cigarettes. Han har också medverkat i flera tv-serier: Miami Vice, Tales from the Crypt, The Adventures of Pete & Pete och Star Trek: Deep Space Nine. 2009 var han med i filmen "Suck: The Movie" med Alice Cooper. 
Mest kontroversiellt har hans korta framträdande i en film i den pornografiska serien German Goo Girls 2002 varit [källa behövs]. 
Dessutom har Pops låtar funnits med på en mängd olika filmsoundtracks, där han bland annat skrivit ledmotivet till Repo Man, samt i ett antal tv-serier.

## Arvet efter Pop
Iggy Pop är erkänd som en av ikonerna inom rockmusiken och har haft en stor betydelse för punk- och garagerocken och i ett längre perspektiv för hela rockgenrens utveckling. Hans karriär startade ungefär samtidigt som MC5 och med sin råa musik och sitt energiska uppträdande blev han en förebild för band som The Ramones, Sex Pistols och många andra band där animalisk energi är drivkraften. Många artister har gjort covers på hans musik, bland andra David Bowie, Red Hot Chili Peppers, Smack, Guns N' Roses, Siouxsie and the Banshees, Michael Hutchence, The Sisters Of Mercy, Joey Ramone och bob hund.

## Diskografi

### The Stooges
- 1969 – The Stooges
- 1970 – Fun House
- 1973 – Raw Power
- 1976 – Metallic K.O.
- 2007 – The Weirdness
- 2013 – Ready to Die

### Iggy Pop/James Williamsson
- 1977 – Kill City

### Solo
- 1977 – The Idiot
- 1977 – Lust for Life
- 1979 – New Values
- 1980 – Soldier
- 1981 – Party
- 1982 – Zombie Birdhouse
- 1986 – Blah Blah Blah
- 1988 – Instinct
- 1990 – Brick By Brick
- 1993 – American Caesar
- 1996 – Naughty Little Doggie
- 1996 – Nude & Rude
- 1999 – Avenue B
- 2001 – Beat 'Em Up
- 2003 – Skull Ring
- 2005 – A Million in Prizes: The Anthology
- 2009 – Préliminaires
- 2012 – Après
- 2016 – Post Pop Depression
- 2019 – Free
- 2023 – Every Loser

## Filmografi
Som skådespelare
- 1983 – Rock & Rule[11]
- 1986 – Sid and Nancy
- 1986 – The Color of Money - Revanschen
- 1990 – Hardware
- 1990 – Cry-Baby
- 1995 – Atolladero
- 1995 – Tank Girl
- 1995 – Dead Man
- 1996 – The Crow: City of Angels
- 1997 – The Brave
- 1998 – The Rugrats Movie
- 2000 – Snow Day
- 2003 – Coffee and Cigarettes
- 2009 – Suck: The Movie
- 2016 – To Stay Alive: A Method

Och han medverkar även i Bam Margeras TV-serie Bam's Unholy Union.